# VK Zenit-Kazan
VK Zenit-Kazan (ryska: Волейбольный клуб Зенит-Казань) är volleybollklubb i Kazan, Ryssland grundad 2000. Klubben, som före 2008 hette Dinamo Tattransgaz Kazan, har varit mycket framgångsrik. Den har vunnit ryska mästerskapet tio gånger, ryska cupen tio gånger och ryska supercupen åtta gånger. Internationellt har den vunnit CEV Champions League sex gånger (2007-2008, 2011-2012, 2014-2015, 2015-2016, 2016-2017 och 2017-2018) och världsmästerskapet i volleyboll för klubblag en gång (2016-2017).